# Gornji Emovci
Gornji Emovci – wieś w Chorwacji, w żupanii pożedzko-slawońskiej, w mieście Požega. W 2011 roku liczyła 138 mieszkańców.